# Сант'Альбано-Стура
Сант'Альбано-Стура (італ. Sant'Albano Stura, п'єм. Sant Alban) — муніципалітет в Італії, у регіоні П'ємонт,  провінція Кунео.
Сант'Альбано-Стура розташований на відстані близько 490 км на північний захід від Рима, 65 км на південь від Турина, 20 км на північний схід від Кунео.
Населення — 2406 осіб (2014).
Щорічний фестиваль відбувається 1 вересня. Покровитель — San Liberato.

## Демографія
Населення за роками:

Станом на 1 січня 2023 року в муніципалітеті офіційно проживали 183 іноземці з 25 країн, серед них 46 громадян країн Євросоюзу.

## Сусідні муніципалітети
- Фоссано
- Мальяно-Альпі
- Монтанера
- Мороццо
- Рокка-де'-Бальді
- Триніта